# Apristurus manis
Apristurus manis – gatunek drapieżnej ryby chrzęstnoszkieletowej z rodziny Pentanchidae.

## Występowanie
Gatunek ten zaobserwowano w pobliżu Massachusetts, na zachód od wybrzeży Irlandii oraz w okolicy Kapsztadu. Ryba ta przebywa w głębokich wodach, zakres jej występowania wynosi od 600 do 1900 metrów głębokości przy stokach szelfu kontynentalnego.

## Charakterystyka
Samce tego gatunku osiągają do 85 centymetrów długości, natomiast samice są nieco mniejsze i mogą dorastać do 75 centymetrów. 
Są jajorodne. 